# 二重盲検法
二重盲検法（にじゅうもうけんほう、英: Double blind test）とは、特に医学の試験・研究で、対象としている薬や治療法などの性質を、医師（観察者）からも患者からも不明にして行なう方法である。プラセボ（偽薬）効果や観察者バイアスの影響を防ぐ意味がある。この考え方は一般的な科学的方法としても重要であり、人間を対象とする心理学、社会科学や法医学などにも応用されている。この盲検化を含んだランダム化比較試験（RCT）は、客観的な評価のためによく用いられる。
行為の性質を対象である人間（患者）から見て不明にして行う試験・研究の方法を、単盲検法という。これにより真の薬効をプラセボ効果（偽薬であってもそれを薬として期待することで効果が現れる）と区別することを期待する。しかしこの方法では観察者（医師）には区別がつくので、観察者が無意識であっても薬効を実際より高くまたは低く評価する可能性（観察者バイアス）や、患者に薬効があるかどうかのヒントを無意識的に与えてしまう可能性が排除できない。そこでこれをも防ぐために、観察者からもその性質を不明にする方法が二重盲検法である。
試験の割り付けは第三者が行う。また容易に区別が付かないようにするため、無作為割付を用いることが多い。
1948年に、ウィリアム・H・リヴァーズが初めて行なったとされる。1970年代後半から、アメリカ食品医薬品局（FDA）が新薬の許可を得るために二重盲検法の試験の要求を始めた。
一方で、効果がないとわかっている成分を一部の患者に投与することは医療倫理面で問題があるとの指摘もあり、これまでの多数の症例から蓄積されたビッグデータを活用して、偽薬を使わない薬の治験も可能になっている。